# Требен
Требен (њем. Treben) општина је у њемачкој савезној држави Тирингија. Једно је од 40 општинских средишта округа Алтенбургер Ланд. Према процјени из 2010. у општини је живјело 1.300 становника. Посједује регионалну шифру (AGS) 16077048.

## Географски и демографски подаци
Требен се налази у савезној држави Тирингија у округу Алтенбургер Ланд. Општина се налази на надморској висини од 154 метра. Површина општине износи 10,0 km². У самом мјесту је, према процјени из 2010. године, живјело 1.300 становника. Просјечна густина становништва износи 130 становника/km².